# Бизым йол (журнал)
«Бизы́м йол» (с караим. — «Наш путь») — единственный караимский журнал советского периода, орган Крымского объединения караимских общин, первый и одновременно последний номер которого вышел в 1927 году в Симферополе.
Выпуск журнала символизировал собой «общую единодушную радость трудящихся караимов, приветствующих победное шествие Русской революции».

## История
Основан в 1927 году под эгидой Крымского объединения караимских общин (КрымОКО) — национально-культурной организации светской направленности, созданной в феврале 1924 года. В публикациях журнала подчёркивались языковая, историческая и культурная общность между караимами и крымскими татарами, приверженность караимов советскому строю, отрицание «буржуазного» прошлого. Также были опубликованы статистические данные о численности караимского населения и количестве караимских школ в Крыму.
Материал «Съезды и конференции» содержит отчёты про Первый Всекрымский съезд караимских общин 1—3 июня 1924 года, Первую Всесоюзную конференцию караимских общин 10—15 ноября 1924 года, Второй Всекрымский съезд караимских общин 21 марта 1926 года. Делегатами Второго съезда КрымОКО было принято решение обратиться к Академическому Совещанию Наркомпроса Крыма для разъяснения, какой язык считать караимам родным — древнееврейский, на котором написана практически вся караимская литература, или тюрко-татарский — язык внутриэтнического общения.

В нескольких статьях авторами М. С. Синани, Авахом, Я. Б. Шамашем подчёркивалась близость караимов к крымским татарам. Я. Б. Шамаш в статье «Разговорный язык крымских караимов и новый (латинизированный) тюрко-татарский алфавит» писал: 
Если мы, караимы, желаем сохранить свой национальный облик, если мы, караимы, желаем самоопределиться, как другие национальные меньшинства, а это самая актуальная для нас, самая неотложная в настоящее время задача, то мы должны восстановить свой родной язык — язык чагытайский, ныне употребляемый нами, очень близкий, почти одинаковый с татарским языком.
С журналом сотрудничали такие видные представители народного образования и крымской науки как А. И. Катык, С. С. Ельяшевич, П. Я. Чепурина, К. Б. Эгиз.
Единственный вышедший номер журнала ныне является библиографической редкостью.
В 1930 году луцкий караим Александр Мардкович решил основать журнал на караимском языке под названием «Бизьнин йолумуз» («Наша дорога»). Однако, узнав, что в Крыму начат выпуск журнала с похожим названием («Бизым йол»), Мардкович, во избежание путаниц, дал своему журналу другое название — «Karaj Awazy» («Караимский голос»).

## Критика
По оценке доктора филологических наук, профессора Н. В. Яблоновской: 

«Бизым йол» — единственный караимский журнал Крыма советских времён — стал свидетельством одновременно как определённых достижений плана «коренизации», так и причин его провала: прежде всего ограниченности попыток национализации рамками «единой пролетарской культуры» и несовместимости идеи культурного и языкового национального многообразия с унификацией как главным принципом тоталитаризма.Оригинальный текст (укр.)“Бизым йол” — єдиний караїмський журнал Криму радянських часів — став свідченням водночас як певних досягнень плану “коренізації”, так і причин його провалу: перш за все обмеженості спроб націоналізації рамками “єдиної пролетарської культури” й несумісності ідеї культурного і мовного національного різноманіття з уніфікацією як головним принципом тоталітаризму.